# 小河庙乡
小河庙乡是中国陕西省汉中市勉县下辖的一个乡。

## 行政区划
小河庙乡下辖以下行政区：
小河庙村、墩青坪村、晏家河坝村、阴坝村、大河坝村、黄草梁村、蒲家坝村